# Christmas Time Again
Christmas Time Again je jedanaesti studijski album sastava Lynyrd Skynyrd, Božićne tematike.

## Popis pjesama
1. "Santa's Messin' With The Kid"
2. "Rudolph the Red-Nosed Reindeer"
3. "Christmas Time Again"
4. "Greensleeves"
5. "Santa Claus Is Coming To Town"
6. "Run Run Rudolph"
7. "Mama's Song"
8. "Santa Claus Wants Some Lovin'"
9. "Classical Christmas"
10. "Hallelujah, It's Christmas"
11. "Skynyrd Family"

## Osoblje
Lynyrd Skynyrd
- Johnny Van Zant - glavni vokali
- Gary Rossington - gitara
- Billy Powell - klavir, klavijature
- Leon Wilkeson - bas-gitara, prateći vokali
- Rickey Medlocke – gitara, prateći vokali
- Hughie Thomasson – gitara, prateći vokali
- Michael Cartellone - bubnjevi, udaraljke

Dodatni glazbenici
- Dale Krantz Rossington - prateći vokali
- Carol Chase - prateći vokali